# Crew Stoneley
Crew Hadlett Stoneley OBE (ur. 9 maja 1911 w Leeds, zm. 27 sierpnia 2002 w hrabstwie Dorset) – brytyjski lekkoatleta (sprinter), wicemistrz olimpijski z 1932.
Specjalizował się w biegu na 400 metrów. Wystąpił w nim na igrzyskach olimpijskich w 1932 w Los Angeles, gdzie odpadł w półfinale, natomiast brytyjska sztafeta 4 × 400 metrów w składzie: Stoneley, Thomas Hampson, David Burghley i Godfrey Rampling zdobyła srebrny medal, przegrywając tylko ze sztafetą Stanów Zjednoczonych i ustanawiając rekord Europy wynikiem 3:11,2.
Stoneley zwyciężył w sztafecie 4 × 440 jardów (w składzie: Stoneley, Denis Rathbone, Geoffrey Blake i Rampling) i zdobył brązowy medal w biegu na 440 jardów na igrzyskach Imperium Brytyjskiego w 1934 w Londynie. Reprezentował wówczas Anglię.
Był mistrzem Wielkiej Brytanii (AAA) w biegu na 440 jardów w 1932.
Był zawodowym wojskowym. Służył w Royal Corps of Signals, odchodząc w stan spoczynku w 1964 w stopniu brygadiera. Był oficerem Orderu Imperium Brytyjskiego.